# Solandra nizandensis
Solandra nizandensis là loài thực vật có hoa trong họ Cà. Loài này được Matuda miêu tả khoa học đầu tiên năm 1972.